# Zwischenamtssignalisierung
Die Zwischenamtssignalisierung ist in der Telekommunikation die Signalisierung zwischen Vermittlungsstellen, deren Hauptzweck darin besteht, Wählverbindungen auf- und abzubauen. In den ISDN-, GSM- und UMTS-Netzen wird dafür international inzwischen das Signalling System Number 7 verwendet. Auch die Leistungsmerkmale des Intelligenten Netzes basieren darauf.
Es löste in Deutschland das davor verwendete Impulskennzeichen-Verfahren (IKZ) ab, das wie die Signalisierungsprotokolle Signalling System Number 5, Number 4 und R2 nur nationale Bedeutung hatte. Für die Zwischenamtssignalisierung werden Signalisierungskanäle (auch als zentrale Zeichengabekanäle ZZK bezeichnet, englisch Common Channel Signalling, CCS) verwendet, die ein eigenständiges Netz (ZZK-Netz) bilden, das vom Netzwerk der Nutzkanäle getrennt ist. Basis der Signalisierungskanäle sind fest geschaltete 64-kbit/s-Kanäle, die Punkt-zu-Punkt betrieben werden. In Deutschland bilden sie ein vermaschtes Netz mit drei Hierarchiestufen. Dieses Netz hat Endpunkte in den Vermittlungsstellen, die als Signalling Point (SP) bezeichnet werden. Diese Endpunkte bearbeiten die Signalisierung, indem sie entsprechende Einstellungen der Koppelfelder in den Vermittlungsstellen vornehmen. Ein weiterer Typ von Netzknoten führt nur transportorientierte Funktionen durch und wird deswegen als Signalling Transfer Point (STP) bezeichnet. Er routet ankommende Signalisierungsnachrichten weiter in Richtung zum Ziel-SP.
Auch STPs sind gewöhnlich Teil einer Vermittlungsstelle.